# 长梗灰叶铁线莲
长梗灰叶铁线莲（学名：Clematis canescens sp. viridis）为毛茛科铁线莲属下的一个亚种。

## 扩展阅读
- 維基物種上的相關：长梗灰叶铁线莲